# A.I. am Human
『A.I. am Human』（エーアイアムヒューマン）は、2016年12月7日にbinyl recordsより発売されたMONKEY MAJIKの22枚目のシングルである。

## 概要
『You Are Not Alone』よりおよそ2年3か月ぶりのシングルで、CD+DVD盤にはオリジナルMVとコラボMVが収録される。ジャケットはタイアップとなった『CYBORG009 CALL OF JUSTICE』とのコラボを意識した書き下ろしとなっている。

## 収録曲
1. A.I. am Human
『CYBORG009 CALL OF JUSTICE』主題歌
2. A.I. am Human -english ver-
3. A.I. am Human -instrumental-